# Dap Chhuon
Dap Chhuon hay còn gọi là Khem Phet, Chhuon Mochulpich hoặc Chhuon Mchoul Pech (1912 – 1959) là nhà dân tộc chủ nghĩa cánh hữu, thủ lĩnh du kích, tướng lĩnh kiêm tư lệnh lực lượng vũ trang địa phương Campuchia.

## Tiểu sử

### Thời Pháp thuộc
Chhuon sinh tại Siem Reap và lớn lên ở Prey Veng, gia nhập lực lượng dân quân Pháp thời thuộc địa với cấp bậc trung sĩ. Ông từng tham gia cuộc chiến tranh Pháp-Thái rồi bị bắt hoặc đào ngũ sang quân Thái. Năm 1943 thì Chhuon bỏ Đội Vệ binh Quốc gia Campuchia ở Bang Mealas vì bị tình nghi chiếm đoạt tiền lương. Vào giữa thập niên 1940, Chhuon được chính phủ Thái Lan hỗ trợ tổ chức các nhóm du kích chống Pháp trong khu vực Siem Reap. Tháng 8 năm 1946, Chhuon cùng một số tổ chức khác như nhóm của Hoàng thân Norodom Chantaraingsey và nhóm của cánh tả Sơn Ngọc Minh nổ súng chống quân Pháp ở Siem Reap. Chhuon trở thành lãnh tụ của Ủy ban Giải phóng Nhân dân Khmer, kết hợp nhiều thành phần kể cả phong trào kháng chiến Khmer Issarak.
Cuối năm 1949, Chhuon lại ngả theo Pháp nên được người Pháp tưởng thưởng, cho kiểm soát miền bắc Campuchia và phong chức chỉ huy "Quân đoàn Pháp-Khmer". Dưới quyền cai trị của Chhuon, Chhuon tự đắc và hung bạo nên nhóm Issarak cũng xa lánh. Trong khi đó nông dân địa phương, lại kính sợ coi Chhuon như có thần khí mặc dù thân thể gầy gò.

### Vương quốc Campuchia
Năm 1954, sau khi Vương quốc Campuchia giành được độc lập, Chhuon một lần nữa chuyển lòng trung thành sang chính phủ mới của Hoàng thân Norodom Sihanouk; Chhuon nhân danh người lãnh đạo nhóm Issarak được Sihanouk đưa sang cùng dự Hiệp định Genève. Tháng 10 năm 1954, trong cuộc tranh cử năm 1955, Chhuon thành lập một liên minh giữa Đảng "Chiến Thắng Bắc-Đông" của ông và một vài đảng nhỏ khác (bao gồm cả Đảng Cách tân của Lon Nol). Họ tuyên bố ủng hộ chính thể quân chủ và chủ nghĩa truyền thống và cánh hữu. Liên minh này sau lại gộp vào tổ chức Sangkum Reastr Niyum của Sihanouk rồi lại dùng bạo động phá vỡ các cuộc biểu tình của đối thủ Sangkum và đe dọa cử tri.

### Chống đối Sihanouk
Vì được Sihanouk tin cẩn, Chhuon trở thành Bộ trưởng Bộ An ninh Nội vụ cùng kiêm nhiệm Thống đốc tỉnh Siem Reap. Dù đã có thời chung lưng cùng với Việt Minh đánh Pháp, Chhuon sau có lập trường chống cộng quyết liệt. Robert McClintock, Đại sứ Mỹ tại Campuchia vào thập niên 1950 ngỏ lời ủng hộ Chhuon với hy vọng sẽ dùng Chhuon thay thế Sihanouk. Trong khi đó Sihanouk ngày càng ngả theo khối cộng sản, nhất là Hoa lục; Chhuon chống lại chính sách này nên bị truất khỏi nội các vào năm 1957. Kể từ đó Chhuon công khai ly khai với chế độ Sihanouk và bí mật gài quân ở các nơi hiểm yếu trong tỉnh Siem Reap và Kampong Thom. Thậm chí nhân viên của Chhuon len lỏi vào đội cảnh vệ ở Vương cung hầu làm nội gián.
Đầu năm 1959, trong bài diễn văn đọc tại Kampong Cham, Sihanouk nói bóng gió rằng đã phát hiện được âm mưu nhằm mục đích thủ tiêu ông, chiếm chính quyền và thay vào đó bằng một chế độ thân Mỹ nhằm chấm dứt nền trung lập của Campuchia. Sau khi đã có đủ chứng cứ, Sihanouk liền hạ lệnh bắt giữ Chhuon và đồng bọn vì tội tiến hành âm mưu đảo chính. Sihanouk cho là CIA tài trợ ("Âm mưu Dap Chhuon" hoặc vụ Âm mưu Bangkok) nhưng sự việc bại lộ. Chhuon bỏ trốn (theo một nguồn tài liệu khác cho biết), khi bị bắt chỉ mặc mỗi bộ sarong. Chhuon bị thương tích vì trúng đạn của lực lượng Sihanouk. Không lâu sau đó thì Lon Nol lúc đó là Tổng tham mưu trưởng ra lệnh thủ tiêu luôn để bịt đầu mối.
Trong số anh em của Chhuon là Kem Srey, cũng là chính khách Campuchia còn Kem Penh là người có tiếng buôn bán vũ khí quốc tế. Một người em họ khác của Chhuon là Slat Peou (1929 – 1960) một thời là nhân viên đại sứ quán, sau là đại biểu Sangkum ở Siem Reap nhưng bị kết tội đồng lõa với Chhuon năm 1959 nên bị án tử hình.